# Point guard
Point Guarden er den spiller på et baskethold som fører bolden op ad banen, et job som kræver at man er god til at drible, aflevere og derudover har et godt blik for spillet. Point guarden betegnes ofte som 1'er eller ballhandler.
Efter en modspiller har scoret dribler point guarden som regel bolden op på modstanderens banehalvdel så hurtigt så muligt pga. 8 sekundersreglen. Herefter giver han så tegn til, hvilket angrebssystem holdet skal udføre. Derfor er point guarden en naturlig leder af holdet og positionen sammenlignes ofte med quarterback-pladsen i amerikansk fodbold
Når man skal vurdere kvaliteten af en point guard ud fra statistiker kigger man ofte på hvor mange assists (målgivende afleveringer) og Turnovers (mistede bolde) han har. De fleste point guards er også gode til 3 pointskud. 
Nogle af de største point guards gennem tiden:
Bob Cousy, Walt Frazier, Magic Johnson, Isiah Thomas, John Stockton, Gary Payton, Stephen Curry  og Steve Nash.
Nævneværdige danske point guards eller point guards i Basketligaen:
Jesper Krone, Andreas Jakobsen, Chanan Colman, Martin Thuesen, Tanoris Shepard, Dustin Pfeifer, Frederik Hougaard Nielsen, og Martin Mariegaard.